# Jitka Vrbková
Jitka Vrbková (* 1. září 1984 Brno) je česká režisérka a dramaturgyně. V roce 2008 založila Divadlo Aldente, ve kterém dodnes působí mimo již zmíněného i jako umělecká vedoucí a příležitostně i jako herečka.

## Život
Jitka Vrbková (roz. Čadková) se narodila 1. září 1984 v Brně. Po studiu na brněnském gymnáziu na třídě Kapitána Jaroše nastoupila na Pedagogickou fakultu Masarykovy Univerzity v Brně (ČJ a ZSV). Po roce studia se rozhodla odejít do Prahy na DAMU studovat obor dramaturgie-režie činoherního herectví. V roce 2008 studium úspěšně dokončila a ten samý rok s přáteli z různých divadelních škol i oborů založila experimentální soubor s názvem Divadlo Aldente. Zároveň na podzim nastoupila do magisterského studia oboru divadelní dramaturgie na JAMU. V roce 2010 získala magisterský titul, na JAMU pak zůstala jako vyučující v Ateliéru Divadlo a výchova. Mezi lety 2012 a 2014 působila na JAMU jako odborná asistentka, posléze jako doktorandka oboru Dramatická umění. Svůj doktorský výzkum zaměřila na potenciál divadel herců s Downovým syndromem (přesný název dizertace: Divadlo actor-specific: Downův syndrom jako divadelní stylizace), do výzkumu tak zahrnula i svůj soubor. Doktorský titul získala v roce 2020.
V roce 2013 se jí narodila dcera s Downovým syndromem. V souvislosti s touto zkušeností začala nová éra Divadla Aldente; k dosavadním tvůrcům a hercům přibyly děti a dospívající s Downovým syndromem a z dosavadního zaměření na tvorbu formou site-specific se přeorientovali na formu actor-specific (popsáno níže).
Mezi lety 2018 a 2021 působila ve spolku Úsměvy, který pomáhá lidem s Downovým syndromem a jejich rodinám.
Je vdaná a má čtyři děti.

## Divadlo Aldente

### Začátky (do roku 2014)
Divadlo Aldente vzniklo původně jako studentský projekt přátel, kteří chtěli dělat divadlo jinak. Často pracovali formou site-specific, tedy uvedení představení v netradičních prostorech často pod širým nebem, který je ale s inscenací přímo provázán. Například inscenace Octavia - Bohové nejsou!, která byla hrána v prostorách dětských prolézaček na Kraví hoře v Brně. Zároveň se některé práce tohoto souboru z prvních let fungovaní řadí mezi syntetické divadlo, které se vyznačuje zrovnoprávněním jednotlivých výrazových složek. V případě Divadla Aldente šlo o živou hudbu, pohyb, básnické slovo a obraz. Spolek měl v tu dobu za sebou téměř dvě desítky inscenací, když se v roce 2013 Jitce Vrbkové narodila dcera s Downovým syndromem. Péče o ni byla tak náročná, že Divadlo Aldente muselo zrušit plánované projekty; dokonce to chvíli vypadalo na úplný zánik souboru.

### Divadlo propojující herce bez hendikepu s herci s DS
Nečekaná životní situace se nakonec ukázala jako příležitost opustit známé divadelní postupy. Na základě inspirace knížkou od autorky s Downovým syndromem Denisy Střihavkové vznikla inscenace s názvem Maminko, jsi důležitá jako šraňky v tunelu! Kromě studentů JAMU v ní tehdy hrály děti s Downovým syndromem; některé dokonce spolupracovaly také na tvorbě textu. Tehdy bylo pro Vrbkovou hlavním důvodem zpracování této knížky její téma – život s Downovým syndromem, přizvat si ke spolupráci děti s Downovým syndromem byl jen pokus. Až při zkoušení se ukázalo, jakou výzvou zkoušení divadelního představení s takto neobvyklou skupinou je. Podle Vrbkové herci s Downovým syndromem už sami o sobě nesou nějaké téma; zároveň jejich specifický pohyb, mluva i myšlení podporuje určitou divadelní stylizaci. K tomu je třeba připočíst jejich způsob žití "teď a tady", tedy z pohledu režie značnou nevyzpytatelnost. Na druhou stranu se ale tento dynamický způsob tvorby shodoval s původními ideami souboru Aldente – dělat divadlo jinak, hledat výhody v nevýhodách a být otevření novým výzvám. A to byl začátek nové dramaturgické linie actor-specific, který soubor chápe jako "divadlo, které vychází z netušených možností herců s jinakostí, chce se jimi inspirovat a ukázat divákům jejich vzrušující vidění světa".
Do roku 2019 Vrbková režírovala herce s Downovým syndromem spíše tak, že je nechala na jevišti volně existovat. Profesionální herci pak měli za úkol vzít do hry vše, co vymyslí tak, aby z toho vznikl divadelní kus. Smyslem spolupráce herců "zdravých" a s Downovým syndromem je především jejich vzájemná inspirace. Postupně jak soubor získával více zkušeností a schopností, jejich inscenace začaly působit profesionálně.  Aby tento růst podpořili, rozhodli se zkusit další výzvu – inscenovat básnický text. Vybrali si některé básně ze sbírky Bajaja, kterou Vladimír Holan napsal pro svou dceru s Downovým syndromem. Jelikož jde o poezii, bylo nutné, aby se i herci s DS naučili přesné repliky a nikoliv jen přibližnou strukturu, jak tomu bylo v dřívějších inscenacích. O tomto mnohdy náročném procesu natočila redaktorka ČT Lea Surovcová krátký dokument s názvem Nejsme Down!
Divadlo Aldente zatím[kdy?] nemá stálou scénu, ale o vznik plně profesionální scény usiluje. Jako inspirace jim slouží divadelní soubory podobného typu ze zahraničí. Nejčastěji soubor hostuje na scéně Divadla Barka nebo v Klubu Leitnerova. 
Jelikož je jedním z cílů souboru přiblížení světa lidí s Downovým syndromem, k některým představením připravili dílny pro děti, které po představení ve školách vedou. Navíc se svoje působení snaží zmapovat i vědecky – již několik let se zapojují do výzkumných projektů JAMU, účastní se sympozií a sami svou tvorbu reflektují formou artistic research.
Aktuálně je divadlo zapojeno do mezinárodního projektu Be IN!(clusive), který má za cíl "skrze divadlo a aktivity s ním související rozbíjet zažité stereotypy, ukazovat lidem nové perspektivy vidění světa, vzbuzovat v nich schopnost kritického myšlení a vést je tak k sebepoznání a k seberozvoji, jež má v konečném důsledku vliv na změnu celé společnosti." V rámci něj se soubor vydal do Británie na festival a workshopy odehrál zde také svoje představení před britskou veřejností.

### Inscenace
- Arthur Rimbaud, Jitka Vrbková: Sezóna v pekle. Tanečně – dramatická inscenace na motivy sbírky Arthura Rimbauda. Bezbariérové divadlo Barka, Brno 2003.
- Jitka Vrbková a kol.: O jablko. Tanečně-hudební inscenace. Bezbariérové divadlo Barka, Brno 2007.
- Josef Čapek, Jitka Vrbková: Pradědeček a loupežníci. Divadelní studio “V,” Brno 2007.
- H. Ch. Andersen, Jitka Vrbková: Malá mořská víla. DAMU, Praha 2008. – Karol Wojtyla: Před zlatnickým krámem. Scénická skica, meditace přecházející chvílemi v drama. Brno 2008
- Arnošt Goldflam: Červená knihovna. JAMU, Brno 2009.
- František Halas: A co???!!! Scénická skica inspirovaná tvorbou Františka Halase a jeho korespondencí. Divadlo Polárka, Brno 2010.
- August Strindberg: Hra s ohněm. Divadlo Mandragora, Zlín 2011.
- Scénář a režie na motivy knihy Ondřeje Sekory: Šuby duby Kocourkov. Divadelní studio „V“, Brno 2011
- Dramatizace a režie dle románu Kouzelník Merlin Mary Stewartové: Merlin. Divadlo Polárka, Brno 2012

#### Divadlo Aldente
Začátky divadla
- Píseň pro Pannu. Pěvecko-dramatické zpracování modlitby Růžence s použitím textů Písně písní a Knihy Jób. Divadlo Aldente, hráno v prostorách zahrádky Francouzské restaurace pod Petrovem, Brno 2008.
- Lenka Lagronová: Pelech. Tanečně – hudebně – dramatická inscenace. Divadlo Aldente, premiéra v Buranteatru, Brno 2009.
- Octavia. Antická tragedie neznámého autora. Divadlo Aldente, hráno v prostorách dětských prolézaček na Kraví hoře, Brno 2009.
- Vítězslav Nezval: Manon Lescaut. Divadlo Aldente, premiéra v Buranteatru, Brno 2010.
- Eliška Poláčková, Jitka Vrbková: Neslušní mužíčci a kamenné panny. Divadelní průvod a happening na motivy brněnských pověstí. Hráno v centru města a na špilberských svazích. Divadlo Aldente, Brno 2010.
- Jitka Vrbková, Dagmar Radová, Milan Hájek: Na hlídce u třešňového piana. Hudebně – výtvarně – dramatická inscenace s prvky site specific. Divadlo Aldente, hráno ve vnějších i vnitřních prostorách v okolí Špilberku, Brno 2010.
- Živý Betlém. Na základě rakovnické hry vánoční. Divadlo Aldente, Brno 2010.
- František Hrubín, Veronika Pospíšilová, Jitka Vrbková: Romance pro křídlovku. Divadlo Aldente, Tyršův sad, Brno 2011.
- Scénář a režie: Noc ve škole. Divadelní inscenace i zážitková hra. Hráno o nocích na ZŠ Kotlářská v Brně. Určeno pro 1. stupeň ZŠ. Divadlo Aldente, Brno 2011.
- Jitka Vrbková, Lenka Cacková: Eva a Adamové. Kavárenské monodrama. Divadlo Aldente, Brno 2011.
- Jitka Vrbková a kol.: Who likes Brno? Hráno v Labyrintu pod Zelným trhem, Divadlo Aldente, Brno 2012
- Jitka Vrbková: Honzík, Klárka a kouzelná skříňka. Divadlo Aldente, Brno 2012.
- Jitka Vrbková, Eliška Poláčková, Milan Cimerák: To nic není!. Pro festival brněnský lunapark vytvořilo Divadlo Aldente, Brno 2012.
- Jitka Vrbková: Honzík a Klárka hlídají miminko. Divadlo Aldente, Brno 2013.

##### Actor-specific dramaturgie
- Jitka Vrbková, Denisa Střihavková, Jiří Šedý, Milan Kosmák, Tereza Langmannová: Maminko, jsi důležitá jako šraňky v tunelu! Divadlo Aldente, Brno 2014.
- Jitka Vrbková: Kdopak by se toho bál? Divadlo Aldente, Brno 2015.
- Milan Kosmák: Jsem gentleman, romantik, Cassanova a Don Juan. Divadlo Aldente, Brno 2016.
- Jitka Vrbková a kol.: Who am I? Divadlo Aldente, Brno 2017
- Jitka Vrbková a kol.: Zeď. Divadlo Aldente, Brno 2018.
- Vladimír Holan: Káťa a Bajaja. Divadlo Aldente, Brno 2019
- Jitka Vrbková a kol.: Jedině on. Divadlo Aldente, Brno 2020.
- Karel Jaromír Erben: Zlatý kolovrat. Divadlo Aldente, Brno 2020
- Karel Jaromír Erben: Zlatý kolovrat. Divadlo Aldente, Brno 2020
- Stand up down. Divadlo Aldente, Brno 2021
- Sofokles, Ferdinand Stiebitz, Jitka Vrbková: Antigona. Divadlo Aldente, Brno 2021

- K. J. Erben, Jitka Vrbková: Nevěsty. Divadlo Aldente, Brno 2023

#### Rozhlas
- Hans Christian Andersen, Jitka Vrbková: Sněhová královna. Rozhlasová hra. Radio Proglas, Brno 2009[2]